# モンテカルロ (カクテル)
モンテカルロ（英: Monte Carlo）はライ・ウィスキーとベネディクティンを使用したカクテル。
モナコ公国のモンテカルロにちなむシティカクテル（都市の名称を冠しているカクテルのこと）の一種でもある。

## レシピの例
レシピの例を以下に挙げる。
材料
- ライ・ウイスキー - 3/4
- ベネディクティン - 1/4
- アンゴスチュラ・ビターズ - 2dash

作り方
1. 氷と共に全ての材料をシェイクし、カクテルグラスに注ぐ。